# Magister
Der Magister (weiblich auch die Magistra) ist ein akademischer Grad.

## Wortherkunft
Lateinisch magister steht frei übersetzt für Lehrer oder Meister. Von magister leiten sich sowohl das deutsche Wort Meister als auch das französische maître (altfranzösisch  maistre) und hiervon englisch Master und Mister ab. 
Die heute übliche deutsche Abkürzung des Studienabschlusses lautet M.A. für Magister Artium/Magistra Artium oder, vor allem in Österreich, Mag.; sie wird in Deutschland zumeist nach dem Namen und in Österreich vor dem Namen geführt. M.A. erscheint zuweilen auch ohne Punkte (MA). Frühere Abkürzungen waren in Anlehnung an Dr. (Doktor) das hauptsächlich von Pharmazeuten verwendete Mr. und das von Theologen verwendete M.
Das manchmal in Anlehnung an die feminine Wortform von doctor (doctrix) verwendete Kunstwort Magistrix ist in lateinischen Textquellen nicht belegt. Die heute übliche Form Magistra ist eine neuzeitliche Wortschöpfung.

## Magister und andere Studienabschlüsse
Im Mittelalter waren Magistrat und Doktorat noch gleichrangig und unterschieden sich nur nach den Disziplinen. Häufig war das Lizenziat als akademischer Grad vorgeschaltet wie heute noch in der katholischen Theologie.
Siehe auch für den historischen Grad des Magisters: Magister artium

## Deutschland
Das Magisterstudium zeichnet sich im Unterschied zum oft technisch ausgerichteten Diplomstudium durch eine breitere Orientierung aus. Hierbei können die Studenten die Zusammenstellung der Fächer aus dem Angebot der Hochschule oft weitgehend selbst bestimmen. Das Magisterstudium eröffnet die Möglichkeit der Kombination künstlerischer Fächer bspw. mit Sprachen und geschichtswissenschaftlichen Fächern sowie auch Fächern anderer Fakultäten als weiterem Hauptfach bzw. als Nebenfächer. Somit ist den Studenten die Möglichkeit zur Beschäftigung mit einem breiten wissenschaftlichen Spektrum gegeben und eigene Interessen können weitgehend verwirklicht werden.
Die Studenten belegen entweder ein Hauptfach und zwei Nebenfächer, z. B. Kunstpädagogik mit Erziehungswissenschaft und Soziologie, oder zwei Hauptfächer, z. B. Geschichtswissenschaft und Germanistik oder Skandinavistik und Politikwissenschaft. Zumindest an der JLU Gießen ist noch eine dritte Variante bekannt, nach der ein Hauptfach, ein Nebenfach und zwei sogenannte Studienelemente studiert werden konnten, z. B. Neuere Geschichte (HF), Fachjournalistik (NF) sowie Spanisch (SE1) und Germanistik (SE2). Der Gesamtstudienaufwand ist bei allen Kombinationsmöglichkeiten im Wesentlichen gleich. Während beim Nebenfachstudium das Hauptaugenmerk auf dem Erwerb grundlegender Kenntnisse liegt, wird beim Hauptfachstudium neben den Grundlagen Wert auf die Beschäftigung mit speziellen Themenkreisen gelegt.
Das Magisterstudium bereitet auf keinen bestimmten Beruf vor. Die Studenten haben jedoch durch die Wahl der Fächer die Möglichkeit, auf ein angestrebtes Einsatzgebiet hinzuarbeiten. Neben einer Tätigkeit im Hochschulwesen sowie in der Kultur liegen typische Berufsziele im Verlags- und Bibliothekswesen, im Freizeit- und Medienbereich sowie der Erwachsenen- und Weiterbildung. Mit entsprechenden Praktika und anderen wirtschaftsnahen Erfahrungen sind M.A. jedoch auch in der Industrie, der Dienstleistung und in der Beratung durchaus gefragt. Magistern eröffnen sich somit verschiedene berufliche Perspektiven, nicht zuletzt dank der im Studium erworbenen Fähigkeit, komplexe Informationszusammenhänge unterschiedlichster Disziplinen zu verarbeiten, sowie wegen der breiten Themenfächerung und gegebenenfalls zusätzlich erworbener Sprachkenntnisse.
In der Bundesrepublik Deutschland wurde der Grad Ende der 1950er Jahre wiedereingeführt, zuerst 1957 an der Freien Universität Berlin. Andere Universitäten folgten bis oder um 1960. Das Ziel war, die Universitäten zu entlasten. Denn alle, die damals Geisteswissenschaften studierten, ohne Lehrer werden zu wollen, mussten promovieren, da es außer dem Staatsexamen und der Promotion keinen anderen Studienabschluss gab. Im Zuge des Bologna-Prozesses werden zurzeit viele Magister-Studiengänge (wie auch Diplom-Studiengänge) in entsprechende Bachelor- und Master-Studiengänge umgewandelt.
Die Abschlussbezeichnung Master kann die Hochschule alternativ in der Form Magister verleihen, siehe dazu den Artikel über Master. In diesem Falle gelten dann die Bestimmungen für Masterstudiengänge. Diese Form wird jedoch seltener verliehen und kann nicht vom Absolventen gewählt oder wahlweise geführt werden.
Die häufigsten Magistergrade Magister Artium und Magister Scientiarum werden mit M.A. bzw. M.Sc. abgekürzt. Die entsprechenden akademischen Mastergrade werden identisch abgekürzt, beziehen sich aber auf postgraduale Studien nach dem Bologna-System. Den Hochschulen ist es freigestellt, ihre Mastergrade (Stufe 2 der dreistufigen akademischen Ausbildung nach dem Bologna-Modell) „Magister“ zu nennen. Diese sind aber von den klassischen grundständigen Magisterstudien zu unterscheiden.
In der Regel ist nach einem mit gut oder sehr gut bestandenen Magisterexamen zumindest in Deutschland eine Promotion möglich.

### Magister Artium (M.A.)
Magister Artium bzw. Magistra Artium (M.A., wörtlich „Meister der Künste“) ist ein akademischer Grad. Dieser Grad bezieht sich auf die in der Antike vorgebildete und durch das gesamte Mittelalter hindurch tradierte Auffassung von den Disziplinen der Grundlagenwissenschaften als den septem artes liberales. Er bedeutet somit „(Lehr-)Meister der Wissenschaften“ und ist nicht auf künstlerische Gebiete beschränkt. Im Mittelalter galt der akademische Grad des Magister artium als Abschluss eines Studiums dieser sieben „freien Künste“. In der Folgezeit übernahm man diesen Grad für alle sich weiter selbstständig etablierenden Fächer mit „philosophischer“ Grundlage, zum Beispiel die Sprachen und geschichtswissenschaftlichen Fächer.
Bis zur Umstellung auf Bachelor- und Masterabschlüsse war es an vielen Universitäten zunehmend möglich, auch Fächer wie Informatik, Betriebswirtschaftslehre oder Rechtswissenschaften, die nicht dem klassischen Bild eines Magisterstudiums entsprechen, als Magisterfach zu studieren. Wenn diese Fächer als Hauptfach (also in dem die Magisterarbeit geschrieben wird) gewählt werden, nennt sich der Abschluss Magister/Magistra Scientiarum (M.Sc.), d. h. „Lehrer/in der (Natur-)Wissenschaften“. 
Der Abschluss mit der Abkürzung M.A. wird inzwischen als Master of Arts verstanden, welcher ein ein- bis zweijähriger gestufter Studiengang nach der Bologna-Reform mit üblicherweise einem Fach darstellt und mit dem Magisterstudium nicht zu verwechseln ist. 
Berufsmöglichkeiten
Der Abschluss Magister Artium eignet sich:
1. als wissenschaftlich orientierter Abschluss in den Geisteswissenschaften,
2. bei einer Studienentscheidung für Kombinationen aus Fachgebieten, bei denen der Abschluss mit einem Diplom oder mit einer Ersten Staatsprüfung für das Lehramt an Gymnasien nicht möglich ist,
3. als Zusatzqualifikation neben einem berufsqualifizierenden Abschluss,
4. für ausländische Studenten.

Im allgemeinen bzw. auswärtigen Kultur- und Medienbereich, auf den der Abschluss Magister Artium bezogen ist, bestehen je nach gewähltem Hauptfach Beschäftigungsmöglichkeiten im Beratungs-, Bibliotheks-, Dokumentations-, Konzert-, Museen-, Theater- und Übersetzungswesen sowie im Bereich des auswärtigen (Kultur-)Dienstes. Außerdem eröffnet dieser Grad auch eine Referententätigkeit bei kirchlichen, kommunalen, pädagogischen, politischen und sozialwissenschaftlichen Einrichtungen, in Auslands-, Personal-, Stabs- und Werbungsabteilungen von Unternehmen sowie in Institutionen der Bildungs- bzw. Wissenschaftsverwaltung/-förderung. Für solche Referententätigkeiten wird jedoch in der Regel, für den höheren Archiv- bzw. Bibliotheksdienst zum Teil zwingend die Promotion vorausgesetzt. Über die genannten Beschäftigungsmöglichkeiten hinaus kämen auch Lektor- bzw. Fachredakteurstellen bei Rundfunk, Fernsehen sowie Zeitungs- und Buchverlagen in Betracht, wobei aber fast immer eine publizistische Zusatzausbildung oder zumindest eine journalistische Erfahrung aus freiberuflichen Tätigkeiten erforderlich ist.

### Magister Legum Europae
Der Magister Legum Europae (MLE) ist ein europäischer Magisterabschluss.
Der Studiengang bereitet den Studenten auf eine internationale juristische Betätigung vor und vermittelt zusätzlich zu Kenntnissen des Europäischen Rechts auch solche des Rechts der verschiedenen europäischen Rechtsordnungen, unter Bezugnahme auf die sozialen, politischen und wirtschaftlichen Rahmenbedingungen.
Für den Erwerb des MLE ist ein erfolgreich abgeschlossenes Grundstudium der Rechtswissenschaften an einer Universität eines Landes der EU oder der EFTA erforderlich. Ausländische Studierende werden nach Auswahl durch die Partneruniversitäten zugelassen. In Deutschland müssen Studierende für das Fach Rechtswissenschaften an der Universität Hannover oder der Universität Göttingen immatrikuliert sein und studieren ein akademisches Jahr lang – unterstützt durch ein Erasmus-Stipendium – an einer der 30 europäischen Partneruniversitäten des Programms. Die MLE-Prüfung besteht aus einer Magisterarbeit und der mündlichen Prüfung.

#### Ähnliche Studiengänge
Ähnliche Studiengänge werden von den Universitäten Münster, Göttingen, Bremen und Leipzig angeboten, teilweise mit der Bezeichnung LL. M. Eur. etc. Die Universität Gießen bietet einen Abschluss als „Magister des internationalen Rechts“ (MJI, Magister Juris Internationalis) an. Die von der Fernuni Hagen bisher angebotenen Magister-Studiengänge liefen mit dem Wintersemester 2013/2014 (31. März 2014) aus bzw. sind in Master-Studiengänge umgewandelt worden.

#### Berufsmöglichkeiten
Der Magister Legum Europae eignet sich für Tätigkeiten in länderübergreifenden Organisationen, Kanzleien mit Sozietäten in verschiedenen EU-Staaten, Firmen mit besonderen Auslandsbezügen im Feld der Europäischen Union und dem auswärtigen Dienst sowie als Zusatzqualifikation für sämtliche juristische Berufsfelder.

### Weitere Magister-Formen
- Magister iuris: Diverse juristische Fakultäten verleihen alternativ zum Grad des Diplom-Juristen den Grad eines Magister iuris (Mag. iur.) nach bestandenem 1. Juristischen Staatsexamen. Die Justus-Liebig-Universität Gießen bietet den Magister Iuris Internationalis als eigenständigen Studienabschluss an. In Hamburg wurde dieser Abschluss durch LL.B. Abschlüsse ersetzt.[5]
- Magister rerum publicarum (Mag. rer. publ.): Magister der Verwaltungswissenschaften
- Magister Scientiarum (M.Sc.)
- Magister Theologiae (Mag. theol.): Die katholische Kirche hat mit der Kultusministerkonferenz im Zuge des Bologna-Prozesses beschlossen, den Diplom-Studiengang katholische Theologie zwar zu modularisieren, aber ihn als fünfjähriges Vollstudium zu belassen, der dann mit dem akademischen Grad Magister Theologiae abschließt.[6]

Siehe auch für die Masterabschlüsse der evangelischen Theologie und katholischen Theologie: Magister der Theologie

## Österreich
In Österreich wurde der Magister-Grad zum häufigsten Studienabschluss, als etwa bei Juristen für den Dr. iur. eigene Doktoratsstudien etabliert wurden. Auch andere Studiengänge (z. B. die meisten Naturwissenschaften, Kunststudien oder der frühere Diplomkaufmann an Wirtschaftsunis) schlossen seitdem (bis zur Bologna-Implementierung) mit dem Magistergrad ab (Mag. scient., Mag. art., Mag. phil., Mag. rer. nat., Mag. pharm., Mag. rer. soc. oec. und andere).
Bis 2006 war Magister (männlich) bzw. Magistra (weiblich) der übliche akademische Grad für die meisten Studien auf Master-Niveau. Das gilt sowohl im System der Diplomstudien (vier bis sechs Jahre ab Matura) als auch im neuen System der Masterstudien, die im Sinne der Zyklen des Bologna-Prozesses eingeführt wurden. Hierbei werden ein bis zwei Jahre an ein Bakkalaureatsstudium angehängt. Ausnahmen sind die technischen Studien (Abschluss mit dem Grad Diplom-Ingenieur), die Studien der Human- und Zahnmedizin (Abschluss mit auf Dr. med. univ. bzw. Dr. med. dent. lautenden Diplomgrad (Berufsdoktorat), obwohl sie als Diplomstudien gelten) sowie diverse Universitätslehrgänge, die englische Bezeichnungen (z. B. Master of Science) verleihen.
Ab 2006 ist jedoch für neu eingerichtete Studien statt des Magisters der Grad Master zu verleihen und die bisher als „Magisterstudien“ bezeichneten Studien heißen „Masterstudien“. Das Kürzel MA oder MSc wird jedoch im Gegensatz zum 'Mag.' dem Namen nachgestellt. Diese dienen „der Vertiefung und Ergänzung der wissenschaftlichen und künstlerischen Berufsvorbildung auf der Grundlage von Bakkalaureatsstudien“ (Universitätsgesetz 2002) und wurden mit dem Universitäts-Studiengesetz (UniStG) 1997 eingeführt.
Mindestvoraussetzung für die Zulassung zum Magisterstudium ist typischerweise ein Bakkalaureat im gleichen oder einem nahe verwandten Studienfach. Der im Studienplan festgelegte Arbeitsaufwand muss mindestens 120 ECTS-Punkten entsprechen, die sich aus Lehrveranstaltungen und einer Magisterarbeit zusammensetzen.
Die Abkürzung für die männliche und die weibliche Form des Grades lautet „Mag.“ (in den letzten Jahren hat sich für die weibliche Form immer stärker die Variante „Mag.a“ bzw. „Mag.a“ eingebürgert), die ungefähre Studienrichtung wird durch einen (Fakultäts-)Zusatz angezeigt, z. B.:
- Mag. arch. (Magister/Magistra architecturae, Magister/Magistra der Architektur, wird von den Kunstuniversitäten für dieses Studium verliehen)
- Mag. art. (Magister/Magistra artium, Magister/Magistra der Künste)
- Mag. des. ind. (Magister/Magistra designationis industrialis, Magister/Magistra des Industrial Design, wird von den Kunstuniversitäten für dieses Studium verliehen)[10]
- Mag. iur. (Magister/Magistra iuris, Magister/Magistra der Rechtswissenschaften)
- Mag. med. vet. (Magister/Magistra medicinae veterinaeriae, Magister/Magistra der Veterinärmedizin)
- Mag. pharm. (Magister/Magistra pharmaciae, Magister/Magistra der Pharmazie)
- Mag. phil. (Magister/Magistra philosophiae, Magister/Magistra der Philosophie, viele geistes- u. sozialwissenschaftliche Studien schließen mit diesem Titel ab)
- Mag. phil. fac. theol. (Magister/Magistra philosophiae facultatis theologicae, Magister/Magistra der Philosophie der Theologischen Fakultät)
- Mag. rer. nat. (Magister/Magistra rerum naturalium, Magister/Magistra der Naturwissenschaft)
- Mag. rer. soc. oec. (Magister/Magistra rerum socialium oeconomicarumque, Magister/Magistra der Sozial- und Wirtschaftswissenschaften)
- Mag. theol. (Magister/Magistra theologiae, Magister/Magistra der Theologie)[11]

Magistergrade von Fachhochschulen werden generell mit dem Zusatz „(FH)“ gekennzeichnet. Durch eine im Jahr 2006 verabschiedete Gesetzesnovelle entfiel dieser Zusatz bei den Master-Studiengängen, nicht aber bei den damals teilweise noch geführten Diplom-Studiengängen. Bisher verliehene Magistergrade bleiben von der Neuregelung unberührt, jedoch können Absolventen der Master-Studiengänge den verliehenen Grad gegebenenfalls auf einen neu eingeführten Mastergrad umschreiben lassen.

## Schweiz
Auch an den zehn schweizerischen Universitäten (fünf deutschsprachig, drei französischsprachig, Freiburg beides, eine italienisch) und den zwei Eidgenössischen Technischen Hochschulen wurde das Studiensystem infolge des Bologna-Prozesses reformiert. Bis dahin hatten die Studienordnungen vielfach den traditionellen Studienabschluss mit Diplom, Lizentiat oder Staatsexamen vorgesehen, wobei das Lizentiat den deutschen Magister-Studiengängen entspricht. Nach Beschluss der schweizerischen Universitätskonferenz (2006) kann man es auf den Magister-Grad umschreiben lassen. 
Die Restrukturierung nach dem sogenannten Bologna-Modell bzw. die Einführung von Bachelor- und Master-Studiengängen wurde an den verschiedenen Universitäten um das Jahr 2010 vollzogen. Seither kann – ähnlich wie in Deutschland und Österreich – nach drei Jahren der erste berufsqualifizierende Grad (Bachelor) erworben werden. Im darauf aufbauenden 1- bis 2-jährigen Master-Studiengang erfolgt eine fachliche Vertiefung. Bei Lizentiats- oder Diplomstudien hatte das Grundstudium hingegen meist zwei Jahre gedauert, das Hauptstudium zwei bis drei Jahre.

## Polen
Der polnische magister (Abkürzung mgr) entspricht dem deutschen Diplom, jedoch nicht exakt dem deutschen Magister mit Bezug auf die Studienstruktur, obwohl der Name identisch ist. Denn wie im deutschen Diplom- oder
Masterstudium wird auch im polnischen Magister- oder Masterstudium oftmals eine Fachrichtung präferiert, beim deutschen Magisterabschluss hingegen mehrere Fachrichtungen.
Es gibt sowohl grundständige als auch auf Abschlüssen der Bakkalaureatsebene (licencjat bzw. inżynier in den Ingenieurwissenschaften) aufbauende Magisterstudiengänge. Der magister wird nach einer etwa fünfjährigen Regelstudienzeit vergeben, die mit einer magisterium genannten Abschlussarbeit beendet wird. In der Humanmedizin ersetzt der Abschluss lekarz medycyny den magister, in der Tiermedizin heißt der entsprechende Abschluss lekarz weterynarii. In technischen Studiengängen wird der Grad magister durch den Zusatz inżynier (Ingenieur, abgekürzt mgr inż.) ergänzt.
Zwischen der Bundesrepublik Deutschland und der Republik Polen besteht ein Äquivalenzabkommen über die gegenseitige Anerkennung der Hochschulabschlüsse. In Warschau wurde dieses Abkommen am 23. Juli 1997 unterzeichnet und am selben Tag durch zwei zusätzliche Protokolle ergänzt. Das Abkommen trat am 14. Januar 1998 in Kraft. Aus diesem Regierungsabkommen geht u. a. hervor, dass der polnische Magister-Abschluss dem deutschen Diplom-Abschluss an Universitäten entspricht. Analog ist der polnische magister inżynier zum deutschen Diplom-Ingenieur an Universitäten, Technischen Hochschulen oder Gesamthochschulen gleichwertig.

## Tschechien und Slowakei
Der Magister in Tschechien und in der Slowakei ist ähnlich wie in Polen und kann aufbauend auf den Bakkalaureus nach einem ein- bis dreijährigen weiterführenden Studium erlangt werden.
Je nach Studiengang werden die Grade magistr (Mgr.), magistr umění (MgA.) in Tschechien bzw. magister (Mgr.), magister umenia (Mgr. art.) in der Slowakei verliehen.
Siehe auch: Akademische Grade in Tschechien und der Slowakei

## Skandinavien
Bis zum 19. Jahrhundert war Magister in Skandinavien der höchste Grad der philosophischen Fakultät und entsprach offiziell dem Doktorgrad in den anderen Fakultäten (Theologie, Jura und Medizin).
In Dänemark und Norwegen war magister artium (mag. art.) bzw. magister scientiarum (mag. scient.) im 20. Jahrhundert ein akademischer Grad, der in aller Regel eine 7- bis 8-jährige Universitätsausbildung erforderte, darunter eine in der Regel 3-jährige wissenschaftliche Dissertation (magister(grads)afhandling bzw. magister(grads)avhandling) sowie Probevorlesung, die die Fähigkeiten des Kandidaten als Hochschullehrer zeigen sollte. Der Magister ist als Forschungsgrad angesehen, bereitete auf eine wissenschaftliche Karriere vor und ist mit dem deutschen Doktorgrad oder mit dem angelsächsischen Ph.D. vergleichbar. Der Magister ist höher als der skandinavische Kandidat-Grad (candidatus/candidata) einzustufen. Der Grad magister artium wurde um 2000, der magister scientiarum bereits 1978 abgeschafft und durch den ph.d. ersetzt, der eine 8-jährige Universitätsausbildung, darunter eine 2,5- bis 3-jährige Dissertation, erfordert. Der Ph.D. wird in Skandinavien traditionell und in Dänemark auch offiziell nicht als Doktorgrad (im skandinavischen Sinne) betrachtet. Ein herkömmlicher skandinavischer Doktorgrad im Bereich Geistes- oder Sozialwissenschaften (dr. phil. (in Dänemark), dr. philos. (in Norwegen), fil. dr. (in Schweden)) geht zwar deutlich über einen Ph.D. oder eine klassische deutsche Promotion hinaus. Er ist aber – wie oben angedeutet – weder vollends deckungsgleich mit der Habilitation im deutschsprachigen Raum noch wie diese eine traditionelle, mögliche Zulassungsvoraussetzung für ordentliche Universitätsprofessuren. Er wird heute in Dänemark oft als „höherer Doktorgrad“ bezeichnet.
In Schweden war filosofie magister (fil.mag.), eine Übersetzung des lateinischen magister artium, bis 1863 der höchste Grad der philosophischen Fakultät und somit gleichwertig mit den obigen Magistergraden in Dänemark und Norwegen. Seit 1863 hat magister in Schweden verschiedene Grade bezeichnet. Der skandinavische Forschungsgrad Magister ist nicht mit dem niedrigeren, meist 4- bis 5-jährigen Grad cand.mag. bzw. in Schweden magisterexamen zu verwechseln.